# Nearcha tristificata
Nearcha tristificata là một loài bướm đêm trong họ Geometridae.